# Npm (software)
npm (originalmente abreviação de Node Package Manager) é um gerenciador de pacotes para o Node.JS
npm, Inc. é uma subsidiária do GitHub (uma subsidiária da Microsoft), que fornece hospedagem para desenvolvimento de software e controle de versão com o uso do Git.
npm é o gerenciador de pacotes padrão para o ambiente de tempo de execução JavaScript Node.js. Ele consiste em um cliente de linha de comando, também chamado de npm, e um banco de dados online de pacotes públicos e privados pagos, chamado de registro npm. O registro é acessado por meio do cliente e os pacotes disponíveis podem ser navegados e pesquisados no site do npm. O gerenciador de pacotes e o registro são gerenciados pela npm, Inc.
O NPM permite, para além da criação de módulos, executar instruções ou conjuntos de instruções através de um comando criado pelo utilizador conforme a sua necessidade.